# Sekundärsuccession
Sekundärsuccession är den ekologiska process som innebär att ett nytt ekosystem utvecklas i ett område som har utsatts för en kraftig störning men där marken och jordmånen fortfarande finns kvar. Denna process innebär återkolonisering av arter i området.
Några exempel på situationer som följs av sekundärsuccessioner, skogsbrand, långvarig översvämning, svår torka och skogsnedhuggning.
Till skillnad från primärsuccession, där liv etableras på ett helt nytt markområde där förutvarande jord helt saknas (till exempel på lava eller exponerat berg), har sekundärsuccession en fördel genom att jorden redan har vissa näringsämnen, organiskt material och en etablerad fröbank. 
Sekundärsuccession börjar ofta med att pionjärväxter, såsom gräs och örter, snabbt etablerar sig. Dessa växter bidrar till att förbättra jordförhållandena, vilket gör det möjligt för mer krävande arter, som buskar och slutligen träd, att etablera sig. Med tiden utvecklas vegetationen och djurpopulationerna, och successionsprocessen kan leda till ett klimaxstadium som kan likna eller skilja sig från det ursprungliga ekosystemet.